# Dorota Pomykała

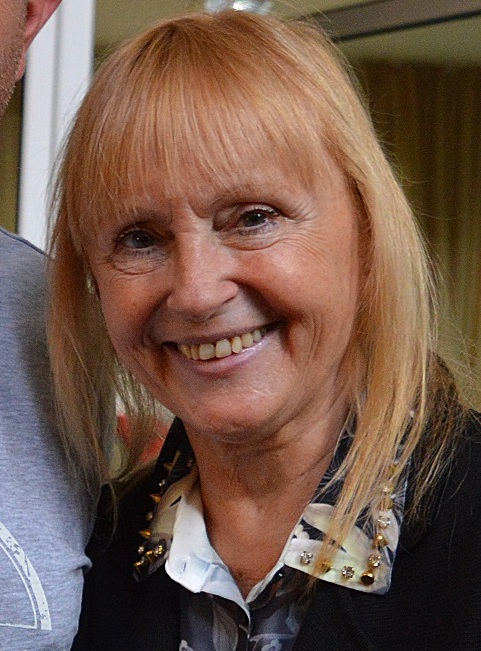
Dorota Pomykała im Jahr 2019

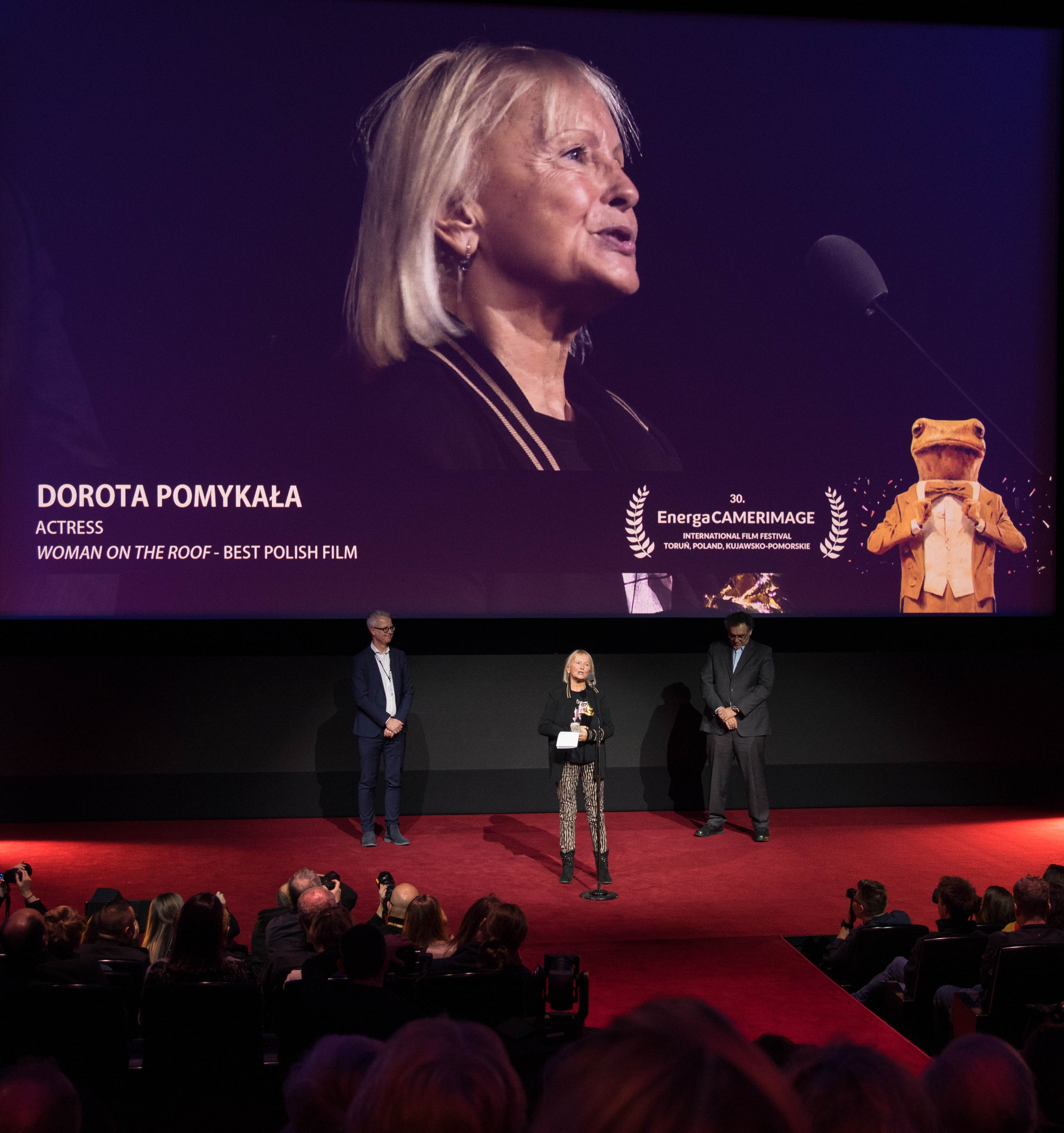
Die Schauspielerin bei der Camerimage-Preisverleihung 2022

Dorota Pomykała (* 3. Juli 1956 in Świerklaniec, Polen) ist eine polnische Schauspielerin.

## Leben
Dorota Pomykała wurde 1956 im Süden Polens geboren, in Świerklaniec bei Tarnowskie Góry. Sie besuchte die Schauspielabteilung der Staatlichen Hochschule für Theater in Krakau und erlangte 1981 ihren Diplomabschluss. Ihr Theaterdebüt gab sie 1979 am Stary-Theater in Krakau in einer Vorstellung von Regisseur Jan Korwin-Kochanowski. Pomykałas Theaterschaffen ist eng mit den Krakauer Bühnen und insbesondere dem Stary-Theater verbunden. Darüber hinaus hatte sie immer wieder Gastspiele auf verschiedenen Theaterbühnen in Łódź, Warschau und Kielce. Sie trat in Inszenierungen von Jerzy Jarocki auf, unter anderem in Mord im Dom von T. S. Eliot und in Das Leben ist ein Traum von Pedro Calderón de la Barca, in welcher sie die Rolle der Rosaura übernahm. Im Lauf ihrer Theaterkarriere spielte sie eine Vielzahl an Rollen in Werken von Shakespeare, Schiller, Tschechow, Dürrenmatt oder Goethe, inszeniert von Regisseuren wie Krystian Lupa, Laco Adamik, Tadeusz Łomnicki oder Andrzej Wajda. Für ihre Auftritte als Theaterschauspielerin wurde Dorota Pomykała mehrfach ausgezeichnet und erhielt 2023 für ihre Verdienste den Preis der Stadt Krakau.
Neben ihrer Theaterkarriere ist Dorota Pomykała eine gefragte Schauspielerin in Film und Fernsehen, ihr Schaffen umfasst mehr als 70 Werke. Sie trat das erste Mal 1979 in einem Film auf, als sie in dem Werk Provinzschauspieler (im Original Aktorzy prowincjonalni) von Agnieszka Holland eine kleine Rolle spielte. Ein Jahr zuvor hatte sie einen Auftritt in einer Folge der Fernsehserie Uklad krazenia. 1980 hatte sie ihre erste größere Filmrolle in dem Kostümfilm Der Vater der Königin (im Original Ojcu królowej), welcher im 17. Jahrhundert spielt. Im selben Jahr hatte sie eine Hauptrolle in der Fernsehserie Punkt widzenia von Janusz Zaorski, in welcher sie eine junge Schauspielerin darstellte. In dem Film Das Poker-As von Sylwester Chęciński verkörperte sie 1983 eine Prostituierte. In dem erotischen Drama Chce mi się wyć spielte sie gemeinsam mit Mirosław Baka ein Paar, welches sich in den turbulenten 1980er Jahren während der Zeit des Kriegsrechts in Polen ineinander verliebt, bis er in die Armee einberufen wird.
1990 spielte Dorota Pomykała in dem dänischen Film Die Geburtstagsreise (Originaltitel Kaj's fødselsdag) und erhielt für ihre Darstellung der Magdalena den dänischen Filmpreis Robert als Beste Hauptdarstellerin. Im Andrzej Barańskis Film Dwa księżyce spielte sie 1993 die Dichterin Klara, in Jerzy Stuhrs Film Spis cudzołożnic  1994 Jola Łukasik. 2002 wurde sie für ihre Rolle in dem Film Moje miasto beim Polnischen Filmfestival Gdynia als Beste Nebendarstellerin ausgezeichnet. Zwanzig Jahre später wurde sie für ihre Rolle in Kobieta na dachu erneut bei diesem Filmfest ausgezeichnet, diesmal als Beste Hauptdarstellerin. Außerdem wurde sie für diese Rolle beim Polnischen Filmpreis als Beste Hauptdarstellerin ausgezeichnet. 2020 spielte sie in dem für einen Oscar nominierten Kurzfilm Sukienka die Rolle der Renata.

## Filmografie
- 1978: Uklad krazenia
- 1979: Provinzschauspieler (Aktorzy prowincjonalni)
- 1980: Der Vater der Königin (Ojcu królowej)
- 1980: Punkt widzenia
- 1983: Das Poker-As (Wielki Szu)
- 1989: Chce mi się wyć
- 1990: Die Geburtstagsreise (Kaj's fødselsdag)
- 1993: Dwa księżyce
- 1994: Nur die Angst (Tylko strach)
- 1994: Spis cudzołożnic
- 2002: Moje miasto
- 2012: Ich heiße Ki (Ki)
- 2020: Das Kleid (Sukienka)
- 2022: Kobieta na dachu
- 2022: Herzensparade (Parada serc)
- 2024: Töte mich, wenn du dich traust (Zabij mnie, kochanie)
- 2025: Kein böser Traum (Tylko jedno spojrzenie)

## Auszeichnungen
- 1991: Robert – Beste Hauptdarstellerin (in dem Film Die Geburtstagsreise)
- 2002: Polnisches Filmfestival Gdynia – Beste Nebendarstellerin (in dem Film Moje miasto)
- 2022: Polnisches Filmfestival Gdynia – Beste Hauptdarstellerin (in dem Film Kobieta na dachu)
- 2023: Polnischer Filmpreis – Beste Hauptdarstellerin (in dem Film Kobieta na dachu)